# Neunkirchen am Brand
Neunkirchen am Brand (amtlich „Neunkirchen a.Brand“; fränkisch Neikergn) ist ein Markt im oberfränkischen Landkreis Forchheim.

## Geografie

### Geografische Lage
Der Ort Neunkirchen am Brand liegt im Südwesten der Fränkischen Schweiz, etwa zwölf Kilometer östlich von Erlangen am Fuße des 549 Meter hohen Hetzleser Berges und am Rand des Ballungsraumes Nürnberg-Fürth-Erlangen. Landschaftlich prägend ist der Höhenzug aus Hetzleser Berg, Birklesberg und Lindelberg, der ein Teil der Fränkischen Alb ist.
Der Brandbach durchfließt, von Hetzles kommend und sich in Baad mit dem Haarbach vereinend, den historischen Ortskern und mündet südlich von Dormitz in die Schwabach. Ebenfalls in diese münden im Nordosten der Rödlaserbach, der sich im Bereich von Ermreuth zuvor mit dem Saarbach und dem Bleilesbach vereint, sowie der östlich von Neunkirchen am Brand entspringende Brannbach und der im Osten von Großenbuch beginnende Sendelbach. Der Ebersbach fließt aus dem gleichnamigen Ort kommend nach Süden und mündet nördlich von Dormitz in den Brandbach. Der nördlich von Rosenbach entspringende Weiherbach durchfließt den Ort und mündet südlich von Weiher ebenfalls in die Schwabach.

### Nachbargemeinden

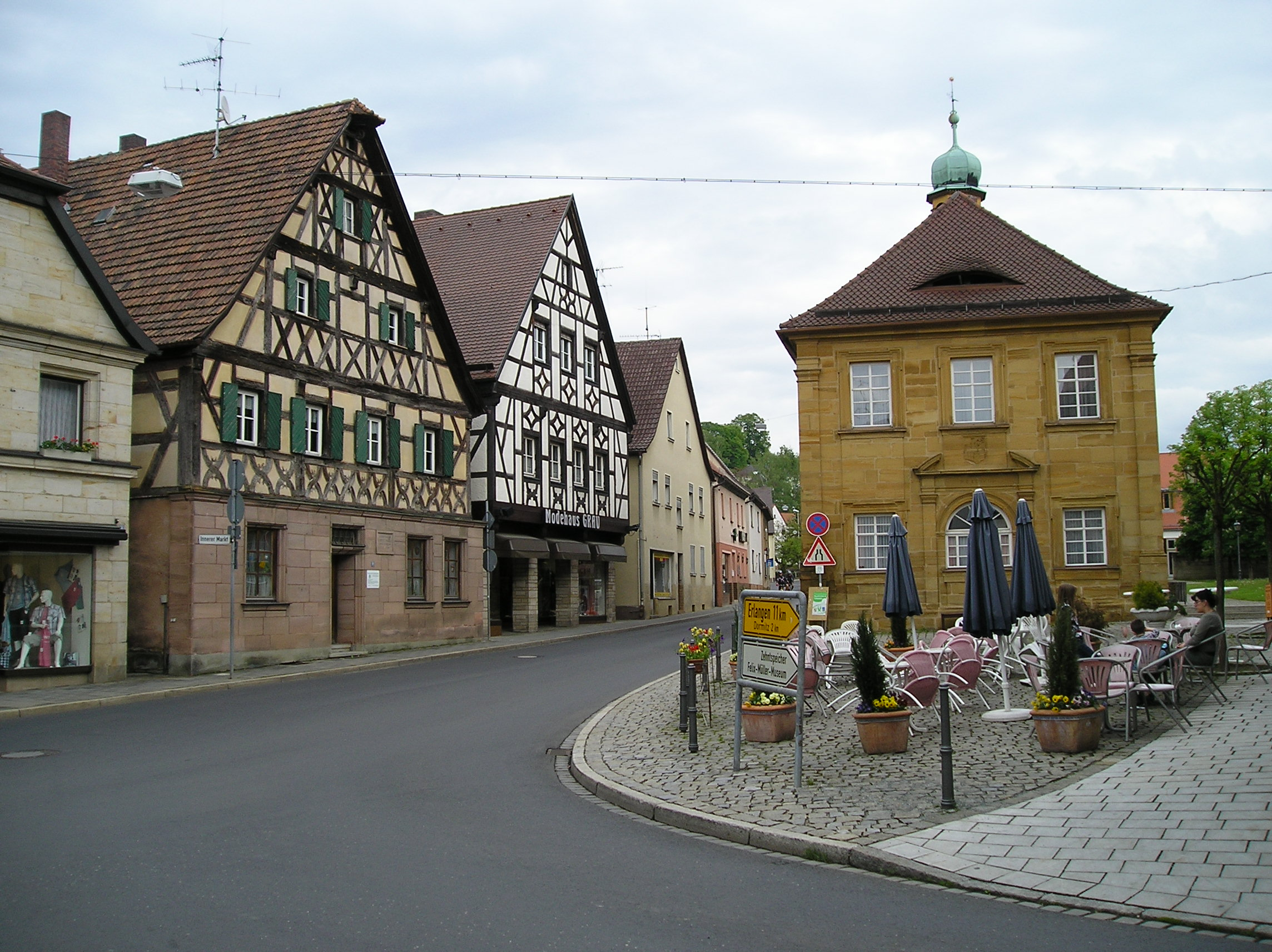
Zentrum von Neunkirchen mit Fachwerkhäusern und dem alten Amtshaus an der St.-Michaels-Kirche (rechts außerhalb des Bildes)

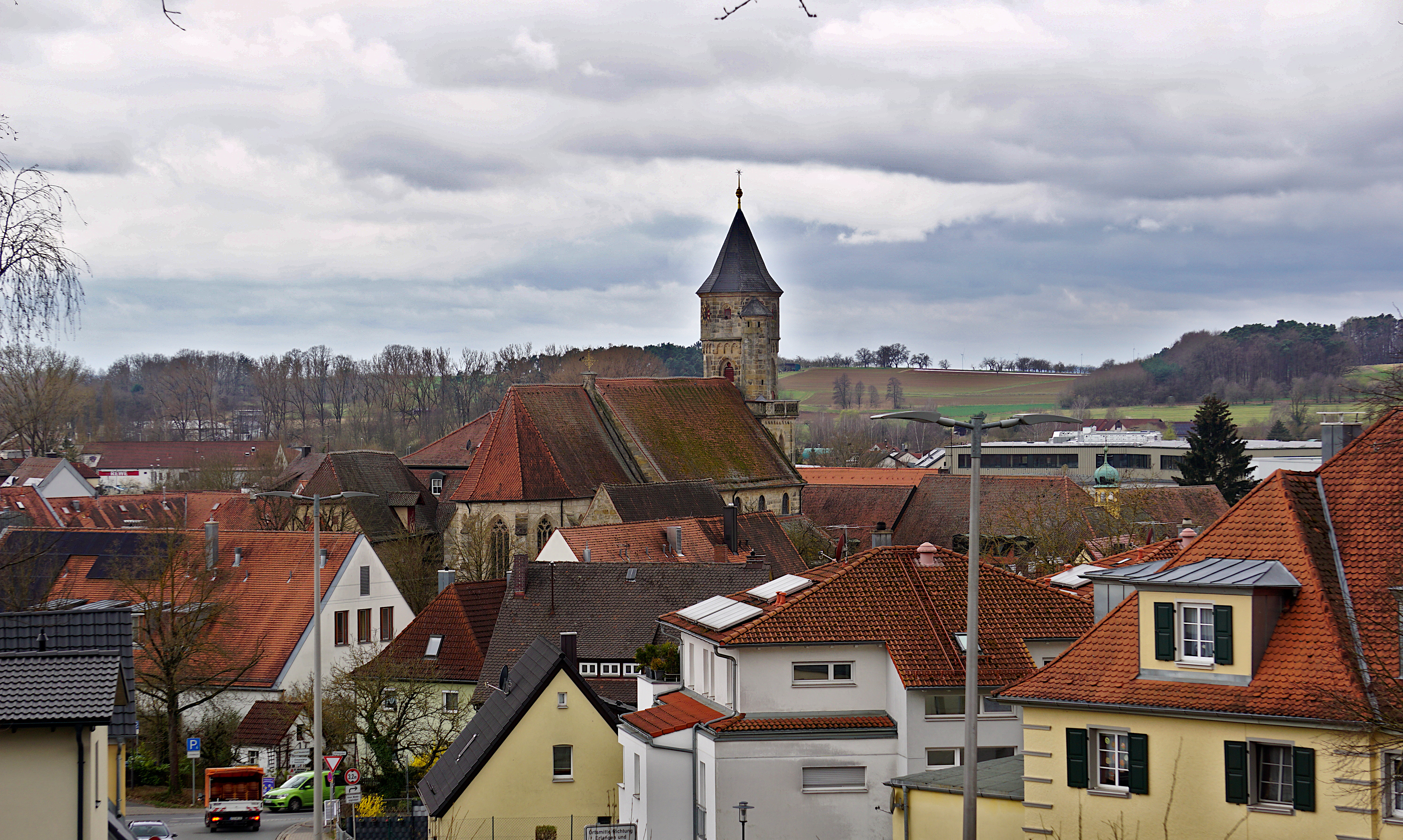
Alter Ortskern

| Langensendelbach | Hetzles                                     | Gräfenberg      |
| Marloffstein     | Kompassrose, die auf Nachbargemeinden zeigt | Igensdorf       |
| Uttenreuth       | Dormitz                                     | Kleinsendelbach |

### Gemeindegliederung
Der Markt Neunkirchen am Brand hat 11 Gemeindeteile (Einwohnerzahl mit/ohne Nebenwohnsitzen in Klammern, Stand 31. Dezember 2024):
- Baad (72/71)
- Ebersbach (251/239)
- Ermreuth (894/860 mit Gleisenhof und Saarmühle)
- Gleisenhof
- Großenbuch (560/538)
- Neunkirchen am Brand (6420/6126)
- Rödlas (122/114)
- Rosenbach (303/292)
- Saarmühle
- Vogelhof
- Wellucken (9/9)

Gesamte Marktgemeinde (8631/8249)
Es gibt auf dem Gebiet der Marktgemeinde die Gemarkungen Neunkirchen am Brand, Dormitz (nur Gemarkungsteil 1), Ermreuth, Großenbuch, Hetzles (nur Gemarkungsteil 1), Rödlas und Rosenbach.

### Klima
|                        | Jan  | Feb  | Mär | Apr  | Mai  | Jun  | Jul  | Aug  | Sep  | Okt  | Nov | Dez  |   |      |
| Mittl. Temperatur (°C) | −0,6 | 0,2  | 4,4 | 9,7  | 13,2 | 16,5 | 18,7 | 17,8 | 13,5 | 8,6  | 4,5 | 0,8  | ⌀ | 9    |
| Mittl. Tagesmax. (°C)  | 1,6  | 3,2  | 8,5 | 14,8 | 18,4 | 21,7 | 27,1 | 23,3 | 18,3 | 12,3 | 7,2 | 2,9  | ⌀ | 13,3 |
| Mittl. Tagesmin. (°C)  | −2,9 | −2,5 | 0,8 | 5,0  | 8,3  | 11,6 | 13,6 | 12,9 | 9,5  | 5,2  | 2,1 | −1,3 | ⌀ | 5,2  |
|                        |      |      |     |      |      |      |      |      |      |      |     |      |   |      |
| Niederschlag (mm)      | 85   | 54   | 51  | 42   | 89   | 73   | 90   | 91   | 73   | 72   | 82  | 92   | Σ | 894  |
|                        |      |      |     |      |      |      |      |      |      |      |     |      |   |      |
| Regentage (d)          | 19   | 16   | 13  | 11   | 17   | 14   | 14   | 15   | 11   | 14   | 16  | 21   | Σ | 181  |

| −2,9 |

| −2,5 |

| 0,8 |

| 5,0 |

| 8,3 |

| 11,6 |

| 13,6 |

| 12,9 |

| 9,5 |

| 5,2 |

| 2,1 |

| −1,3 |

| −2,9 |

| −2,5 |

| 0,8 |

| 5,0 |

| 8,3 |

| 11,6 |

| 13,6 |

| 12,9 |

| 9,5 |

| 5,2 |

| 2,1 |

| −1,3 |

## Geschichte

### Ur- und Frühgeschichte

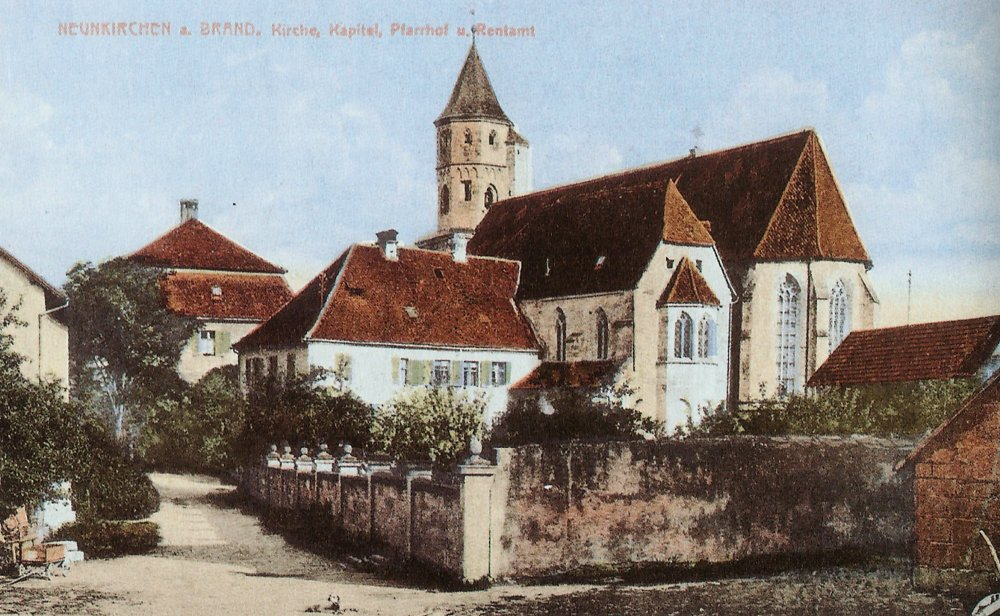
Alte Postkarte mit der Pfarrkirche St. Michael, der Augustinuskapelle und dem ehemaligen Rentamt

Die frühesten Anzeichen einer Besiedlung des Gebiets in und um Neunkirchen am Brand weisen auf die Urnenfelderkultur (1300–800 v. Chr.) und die Hallstattzeit (800–450 v. Chr.) hin. Bei Feld- und Kanalisationsarbeiten in den 1920er Jahren, 1957 und 1958 wurden einige vollkommen erhaltene Urnen sowie Teilstücke davon aus diesen Epochen in Honings, Dormitz und Neunkirchen am Brand gefunden. Ein Exemplar ruhte in unmittelbarer Nähe des heutigen alten Friedhofs in Neunkirchen am Brand. Die Urnen fanden Verwendung bei damals üblichen Brandbestattungen, waren mit kleinen Ornamenten verziert und in flachen Gräben in sandigem Erdreich beigesetzt.

### Mittelalter bis 19. Jahrhundert
1296 wurde Neunkirchen am Brand erstmals zweifelsfrei genannt, eine ältere Erwähnung von 1195 in einer von Papst Coelestin III erlassenen Bestätigungsbulle für das Kloster Weißenohe ist zwar wahrscheinlich, aber es ist nicht sicher, dass Neunkirchen am Brand gemeint war. Der Ort ist zweifellos älter, bei archäologischen Ausgrabungen zwischen 1990 und 1994 in der und um die Pfarrkirche St. Michael wurde eine erste Bebauung um 1150 nachgewiesen. 1062 kam das Gebiet mit Neunkirchen endgültig an das Bistum Bamberg, das bei der Rodung, Besiedlung und Entstehung von Neunkirchen vermutlich eine wichtige Rolle spielte. Der Namenszusatz am Brand weist auf die Brandrodung der dortigen Waldflächen hin. Die Siedlung entstand am alten Wasserlauf des Brandbachs, auch wurde eine neue Kirche gegründet, auf die sich der Ortsname Neunkirchen bezieht.
Neunkirchen entwickelte sich zum Zentrum einer großen Hofmark, die 1296 erstmals in einer Urkunde genannt wurde und in der der damalige Bischof von Bamberg, Arnold Graf von Solms, die vorher an das Geschlecht der Gründlach verpfändete Hofmark an die Nürnberger Bürger Friedrich Holtzschuher und Heinrich Vorchtel weiterverpfändete. Im Jahr 1314 gründete Pfarrer Leupold von Hirschberg, der zugleich Scholastikus am Kollegiatstift St. Gangolf in der Theuerstadt bei Bamberg war, das Augustiner-Chorherrenstift Kloster Neunkirchen am Brand.
Neunkirchen wurde im Rechtsbuch von Bischof Friedrich von Hohenlohe 1348 erstmals als „forum“, also als Markt bezeichnet. Die offizielle Verleihung des Marktrechts wurde am 19. April 1410 durch König Ruprecht III. von der Pfalz auf Bitte des mit ihm verschwägerten Fürstbischofs des Hochstifts Bamberg, Albrecht von Wertheim, urkundlich bestätigt. Damit hatte Neunkirchen am Brand das Recht, vier Jahrmärkte und einen Wochenmarkt abzuhalten.
Im frühen 16. Jahrhundert wurde unter Bischof Veit Truchseß von Pommersfelden mit dem Bau der noch an vielen Stellen erhaltenen Wehranlage mit Wehrmauer und Stadttoren begonnen. Sein Amtswappen ziert das Erleinhofer und das Forchheimer Tor. Während des Deutschen Bauernkriegs 1525, des Zweiten Markgrafenkriegs 1552, des Dreißigjährigen Krieges (vor allem 1632) und der Napoleonischen Kriege ab 1798 musste Neunkirchen am Brand immer wieder schwere Zeiten durch Sachschäden, Bevölkerungsrückgänge, wirtschaftlichen und kulturellen Niedergang und Hungersnöte durchleiden. Die trostlose Finanzlage des Erzbistums Bamberg als Folge des Zweiten Markgrafenkriegs führte 1555 zur Schließung des Augustiner-Chorherrenstiftes Kloster Neunkirchen am Brand mit dem Tod des letzten Propstes Augustin. Ab 1691 wurden die Klostergüter zum Unterhalt des Priesterseminars Bamberg verwendet.
Im Winterfeldzug des Zweiten Koalitionskriegs kam es am 21. Dezember 1800 bei Neunkirchen am Brand zu einer Schlacht zwischen tausenden Soldaten der französischen Truppen von Napoleon unter Général de division Guillaume Philibert Duhesme und der Kaiserlichen Armee unter Feldzeugmeister Joseph Anton von Simbschen. An diese heftigen Kämpfe erinnern die drei sogenannten Franzosengräber beim Gemeindeteil Ebersbach. In ihnen sollen drei gefallene französische Soldaten begraben liegen, die beim fluchtartigen Rückzug an Ort und Stelle bestattet wurden.
Mit dem Reichsdeputationshauptschluss im Zuge der Säkularisation kam der Markt 1803 mit dem Hochstift Bamberg zum Kurfürstentum Bayern. Ein Jahr später wurden ein Landgericht und ein Rentamt im Ort eingerichtet. Durch den Deutsch-Französischen Krieg 1870/71 waren in Neunkirchen am Brand 6 Gefallene zu beklagen.
Am 17. November 1886 nahm die Sekundärbahn („Seku“) zwischen Erlangen und Gräfenberg den Betrieb auf und schloss damit Neunkirchen am Brand ans Schienennetz an.

### 20. und 21. Jahrhundert
Der Erste Weltkrieg ging ohne direkte Schäden an der Marktgemeinde vorüber, forderte aus ihr aber 25 Gefallene. Im Jahre 1926 brachte eine Hochwasserkatastrophe schwere Schäden mit sich, woraufhin der Brandbach innerorts und im nördlichen Außenbereich in sein heutiges Bett umgeleitet und begradigt wurde. Neben mehreren Häusern und einem Teil der alten Wehrmauer wurde auch der obere Schwibbogen, der alte Durchlass des Brandbachs in der nördlichen Mauer, abgerissen. Am 31. Dezember 1963 fuhr der letzte Zug auf der Sekundärbahn („Seku“) Erlangen-Gräfenberg. Die Strecke wurde daraufhin abgebaut und der Personenverkehr durch Busse übernommen.
Nach dem Zweiten Weltkrieg, dem 52 Gefallene aus der Marktgemeinde zum Opfer fielen, zogen viele Heimatvertriebene durch das Engagement des damaligen Bamberger Erzbischofs Joseph Otto Kolb nach Neunkirchen am Brand. Dadurch und später durch die Ansiedlung der Firma Siemens in Erlangen hatte der Ort einen sehr starken Anstieg der Einwohnerzahlen. Es entstanden zahlreiche Neubaugebiete, die gegenwärtig noch erweitert und neu ausgewiesen werden. Vor allem durch die Gründung mehrerer Industriebetriebe entstanden in der Marktgemeinde zahlreiche Arbeitsplätze (Stand 2019: 2155). Die Gemeinde ist durch ihre Infrastruktur, die Einrichtungen für Bildung und Kinderbetreuung, viele Vereine und die Busanbindung besonders für junge Familien attraktiv.
Neunkirchen am Brand gehört zwar seit dem 19. Jahrhundert zu Oberfranken sowie zum Landkreis Forchheim. Doch der Ort ist, vor allem seit dem Bau der Sekundärbahn („Seku“) Erlangen-Gräfenberg, wirtschaftlich in viel stärkerem Maße auf die mittelfränkischen Städte Erlangen und Nürnberg als auf den oberfränkischen Raum ausgerichtet.

### Eingemeindungen
Am 1. Januar 1972 wurden im Zuge der Gemeindegebietsreform die Gemeinden Ermreuth, Großenbuch und Rödlas nach Neunkirchen am Brand eingemeindet. Am 1. Januar 1977 kam Rosenbach hinzu.

### Ehemalige Verwaltungsgemeinschaft
Die Marktgemeinde Neunkirchen am Brand gründete im Zuge der Gemeindegebietsreform zusammen mit den Gemeinden Dormitz, Hetzles und Kleinsendelbach am 1. Mai 1978 die Verwaltungsgemeinschaft Neunkirchen am Brand. Diese bestand bis zum 1. Januar 1980, als Neunkirchen am Brand auf eigenen Wunsch entlassen und wieder eigenständig wurde. Die anderen drei Gemeinden gründeten daraufhin die noch bestehende Verwaltungsgemeinschaft Dormitz.

### Abgegangene Gemeindeteile/Höfe
Auf dem Gebiet der Marktgemeinde befanden sich die abgegangenen Höfe Bürgles, Slierbach, Sigeln, Tuteleshof und Wieseckelhof.

### Bevölkerungsentwicklung
| Datum        | Einwohner |
| ------------ | --------- |
| 01.12.1840 ¹ | 2187      |
| 01.12.1871 ¹ | 2225      |
| 01.12.1900 ¹ | 2181      |
| 16.06.1925 ¹ | 2377      |
| 17.05.1939 ¹ | 2455      |
| 13.09.1950 ¹ | 3736      |
| 06.06.1961 ¹ | 3662      |
| 27.05.1970 ¹ | 4328      |

| Datum        | Einwohner |
| ------------ | --------- |
| 25.05.1987 ¹ | 6335      |
| 31.12.2007   | 8000      |
| 31.12.2008   | 7983      |
| 31.12.2009   | 7982      |
| 31.12.2010   | 7905      |
| 09.05.2011 ¹ | 7750      |
| 31.12.2011   | 7753      |
| 31.12.2012   | 7812      |

| Datum      | Einwohner |
| ---------- | --------- |
| 31.12.2013 | 7876      |
| 31.12.2014 | 7924      |
| 31.12.2015 | 7968      |
| 31.12.2016 | 8020      |
| 31.12.2017 | 8037      |
| 31.12.2018 | 8104      |
| 31.12.2019 | 8121      |
| 31.12.2020 | 8181      |

| Datum      | Einwohner |
| ---------- | --------- |
| 31.12.2021 | 8140      |
| 31.12.2022 | 8131      |

Quelle: Bayerisches Landesamt für Statistik und Datenverarbeitung

## Religion
Neunkirchen am Brand ist eine überwiegend katholisch geprägte Gemeinde mit vielen Traditionen, dazu gehört die auf das Jahr 1668 zurückgehende Karfreitagsprozession. Die Gottesdienste werden in der Pfarrkirche St. Michael und unter der Woche zum Teil in der Augustinuskapelle gefeiert; beide gehören zur alten Klosteranlage. Daneben gibt es im Hauptort Neunkirchen am Brand etwas abseits von St. Michael die Katharinenkapelle und an der Kreisstraße nach Großenbuch die Heilig-Grab-Kapelle (auch Gugelkapelle genannt). In den Gemeindeteilen gibt es die Filialkirchen St. Johannes der Täufer in Großenbuch, Patrona Bavariae in Rosenbach, Maria, Königin des Friedens in Rödlas, Unsere liebe Frau vom Rosenkranz in Honings und Heilig Kreuz in Schellenberg. Die katholische Pfarrei St. Michael in Neunkirchen am Brand mit ihren fast 3400 Mitgliedern (Stand: 2022) gehört zum Seelsorgebereich Neubau und ist dessen Verwaltungssitz.
Bedingt durch die Ansiedlung von Heimatvertriebenen nach dem Zweiten Weltkrieg und den späteren starken Zuzug wurde in Neunkirchen am Brand auch eine evangelische Kirchengemeinde gegründet. Sie wurde am 1. November 1994 im Dekanat Gräfenberg eigenständig und hat mehr als 2000 Mitglieder (Stand: 2022). Neben dem seit 1977 bestehenden Gemeindehaus wurde am 2. Dezember 2000 die neue Christuskirche geweiht.
Der Gemeindeteil Ermreuth mit seiner Pfarrkirche St. Peter und Paul ist mehrheitlich evangelisch, was noch aus der Gutsherrenzeit resultiert. Zur Pfarrei Ermreuth gehört auch die Filialkirche Zu den heiligen Gräbern in Walkersbrunn.
Ab etwa 1500 siedelten sich viele Juden in Ermreuth an, die vor allem aus Nürnberg vertrieben worden waren. 1811 lebten 44 jüdische Familien im Ort, 1840 bekannten sich mehr als 30 % der Einwohner zum jüdischen Glauben. 1933 begann die Diskriminierung der jüdischen Mitbürger durch das NSDAP-Regime. In der Reichspogromnacht vom 9. auf den 10. November 1938 wurden sie misshandelt, ihre Wohnungseinrichtungen und die Inneneinrichtung der Synagoge zerstört; am Friedhof wurden Grabsteine umgeworfen. 1938 waren noch 19 Juden ansässig. 15 von ihnen wurden 1939 deportiert und ermordet. Nur vier konnten rechtzeitig nach Amerika auswandern. Die Synagoge in Ermreuth bietet heute dank seines Freundes- und Förderkreises ein jüdisches Museum mit Führungen und wird für kulturelle Veranstaltungen genutzt.
Seit Anfang des 21. Jahrhunderts gibt es in Neunkirchen am Brand auch eine Freie Christengemeinde. Sie hält ihre Gottesdienste im „Lebenshaus“ ab.

## Politik

### Marktgemeinderat
- CSU: 7
- FW: 3
- SPD: 2
- ÜWG: 2
- GDG: 2
- Grüne: 4

Der Marktgemeinderat von Neunkirchen am Brand besteht aus dem Ersten Bürgermeister und 20 Mitgliedern. Die Gemeinderatswahlen führten zu folgenden Ergebnissen:
| Wahljahr | CSU | SPD | FWG | ÜWG | GDG | JB | Grüne | Gesamt   |
| 2020     | 7   | 2   | 3   | 2   | 2   | -  | 4     | 20 Sitze |
| 2014     | 7   | 3   | 4   | 2   | 2   | -  | 2     | 20 Sitze |
| 2008     | 6   | 5   | 5   | 2   | 2   | -  | -     | 20 Sitze |
| 2002     | 7   | 4   | 4   | 3   | 1   | 1  | -     | 20 Sitze |

### Bürgermeister
Berufsmäßiger Erster Bürgermeister ist Martin Walz (CSU). Er ist seit 1. Mai 2020 im Amt. Bei der Bürgermeisterwahl 2020 erhielt er im ersten Wahlgang einen Stimmenanteil von 59,1 %. Zweiter Bürgermeister ist Martin Mehl (CSU) und Dritte Bürgermeisterin ist Ute Löffler (ÜWG).
- 1946–1948: Wilhelm Schmitt
- 1948–1959: Hans Sauer
- 1959–1974: Georg Hemmerlein (CSU)
- 1974–1992: Alfred Derfuß (CSU)
- 1992–1996: Ursula Zimmermann (SPD)
- 1996–2008: Wilhelm Schmitt (CSU)
- 2008–2020: Heinz Richter (FWG)
- seit 2020: Martin Walz (CSU)

### Partnerschaften
- Die Gemeinde Deerlijk im Westen von Belgien, Region Flandern (seit 1983)
- Die Stadt Tótkomlós im Süden von Ungarn (seit 2001)

Beide Partnerschaften kamen durch das musikalische Engagement der örtlichen Jugend- und Trachtenkapelle zustande. Sie werden durch gegenseitige Besuche sowie kulturellen Austausch regelmäßig gepflegt.

## Wappen und Flagge

### Wappen
| Wappen von Neunkirchen am Brand | Blasonierung: „In Gold eine über Eck gestellte silberne Kirche mit sieben rot bedachten Langhausgiebeln, Apsidenturm und Dachreiter; auf der Fassade stehend der silbern gekleidete Erzengel Michael mit Kreuzstab; neben dem Portal ein goldenes Schildchen, darin ein mit einer silbernen Schrägleiste überdeckter, rot bewehrter schwarzer Löwe.“ |
| Wappen von Neunkirchen am Brand | Wappengeschichte: Neunkirchen am Brand wurde 1348 zum Markt erhoben. Im Jahr 1444 verlieh der Bamberger Fürstbischof Anton von Rotenhan (1431 bis 1459) dem Markt ein Wappen. Dargestellt ist eine Kirche mit neun roten Dächern, die redend für den Ortsnamen stehen. Die Pfarrei besteht seit dem 11. Jahrhundert; sie war eine Kolonisationskirche für neun jüngere Pfarreien und Kirchorte in der Umgebung. Das Wappen wurde erstmals vom Bamberger Fürstbischof Anton von Rotenhan verliehen. Das Bamberger Hochstiftswappen weist auf die damalige Landeshoheit des Hochstifts Bamberg hin. 1819 wurde das Bistumswappen entfernt und die Siegelführung bis 1847 aufgegeben. Der Erzengel Michael weist auf das Patronat der Pfarrkirche, der ehemaligen Stiftskirche des Augustinerchorherrenstifts, hin. Von 1819 bis 1847 fehlte der Bamberger Löwe. Neunkirchen am Brand besteht seit 1972 aus den ehemaligen Gemeinden Ermreuth, Großenbuch, Neunkirchen und Rödlas. Der Marktgemeinderat beschloss, das historische Wappen von Neunkirchen am Brand unverändert für den neuen Markt zu übernehmen. Die Wiederannahme wurde durch die Regierung von Oberfranken genehmigt (Wappenprivileg vom 6. April 1444 und Schreiben der Regierung von Oberfranken vom 25. Juli 1973). |

### Flagge
Die Gemeindeflagge ist weiß-rot mit Wappen. Zusätzlich hat Neunkirchen am Brand seit 1985 eine vom Künstler Felix Müller gestaltete Zeremonialfahne (Marktfahne), die zu offiziellen Anlässen eingesetzt wird.

## Bildung und Kultur

### Bildungseinrichtungen
- Grundschule Neunkirchen am Brand (Neubau neben bestehender Grundschule seit 2022)[32]
- Mittelschule Neunkirchen am Brand

### Kinderbetreuungseinrichtungen
- Katholischer Kindergarten
- Katholische Kinderkrippe Zum guten Hirten
- Evangelischer Kindergarten mit Außenstelle Waldkindergarten
- Evangelische Kinderkrippe
- Champini Sport-& Bewegungskita
- Zwei evangelische Kinderhorte
- Evangelischer Integrativer Kindergarten Ermreuth

### Soziale Einrichtungen für Senioren
- Caritas-Alten- und Pflegeheim St. Elisabeth
- Caritas-Sozialstation (ambulante Alten- und Krankenpflege)
- Caritas-Tagespflege Rosengarten
- Seniorenbeirat (Büro mit Angeboten für Senioren im Rathaus)

### Büchereien
- Marktbücherei St. Michael
- Bücherei Ermreuth

### Museen
- Felix-Müller-Museum im Zehntspeicher
- Jüdisches Museum in der Synagoge in Ermreuth
- Heimatmuseum im alten Bahnhof

### Musik
- Die Hemmerleinhalle war von 1977 bis 1988 eine Konzertbühne für internationale Musikgrößen.

### Sonstiges
Neunkirchen am Brand liegt an folgenden Routen:
- Burgenstraße (seit 1997)
- Fränkischer Jakobsweg Lichtenfels – Nürnberg
- Jakobus-Radpilgerweg (Jakobsweg) Coburg – Nürnberg
- Fränkischer Marienweg (seit 2020)

## Vereine
In der Marktgemeinde Neunkirchen am Brand gibt es mehr als 70 aktive Vereine und Gruppierungen in den Bereichen Sport, Musik, Kultur, Brauchtum, Soziales etc. Die mitgliederstärksten Vereine sind:
- Jugend- und Trachtenkapelle (JTK)
- Turn- und Sportverein (TSV Neunkirchen am Brand)
- 1. Skiclub (1. SCN)
- Kolpingsfamilie St. Josef
- St.-Elisabethen-Verein
- Tennisclub (TCN)
- Sportverein Ermreuth
- Neunkirchner Carnevals Verein (NCV)
- Bund Naturschutz
- MGV „Sängerkranz-Cäcilia“

## Freizeit- und Sportanlagen
- Freibad (25-Meter-Schwimmerbecken mit 5 Bahnen, Planschbecken)
- Multifunktionsplatz (Skater-Platz, Basketball, Klettergerüst)
- Spielplätze in verschiedenen Gemeindeteilen
- Sportanlagen der Grundschule und Mittelschule (Fußballplätze, Tartan-Spielflächen, Leichtathletikanlagen)
- Turnhalle der Grundschule
- Dreifachturnhalle der Mittelschule
- Brandbachgarten (große Wiese, Spielplatz, Boccia-Bahn)
- Sportanlage des TSV Neunkirchen am Brand (2 Fußballplätze, Beachvolleyballfeld)
- Sportanlage des SV Ermreuth (2 Fußballplätze)
- Tennisanlage des TC Neunkirchen am Brand (14 Tennisplätze, davon 2 Hallenplätze und 2 Kleinfelder)
- Schützenheim der Schützenfreunde Hubertus
- Reit- und Voltigieranlage in Rödlas
- Motor-, Segel- und Modellflug auf dem Flugplatz Hetzleser Berg
- Zwei Bolzplätze in Neunkirchen am Brand sowie je einer in Großenbuch und Ebersbach
- Jugendtreff „Outback“
- Kletterhalle „Boulderia“

## Denkmäler
Das Ortsbild entfaltet durch die erhaltenen Tore, das ehemalige Kloster Neunkirchen am Brand, zahlreiche Fachwerkhäuser und den mittelalterlichen Zehntspeicher seine spezielle Wirkung.

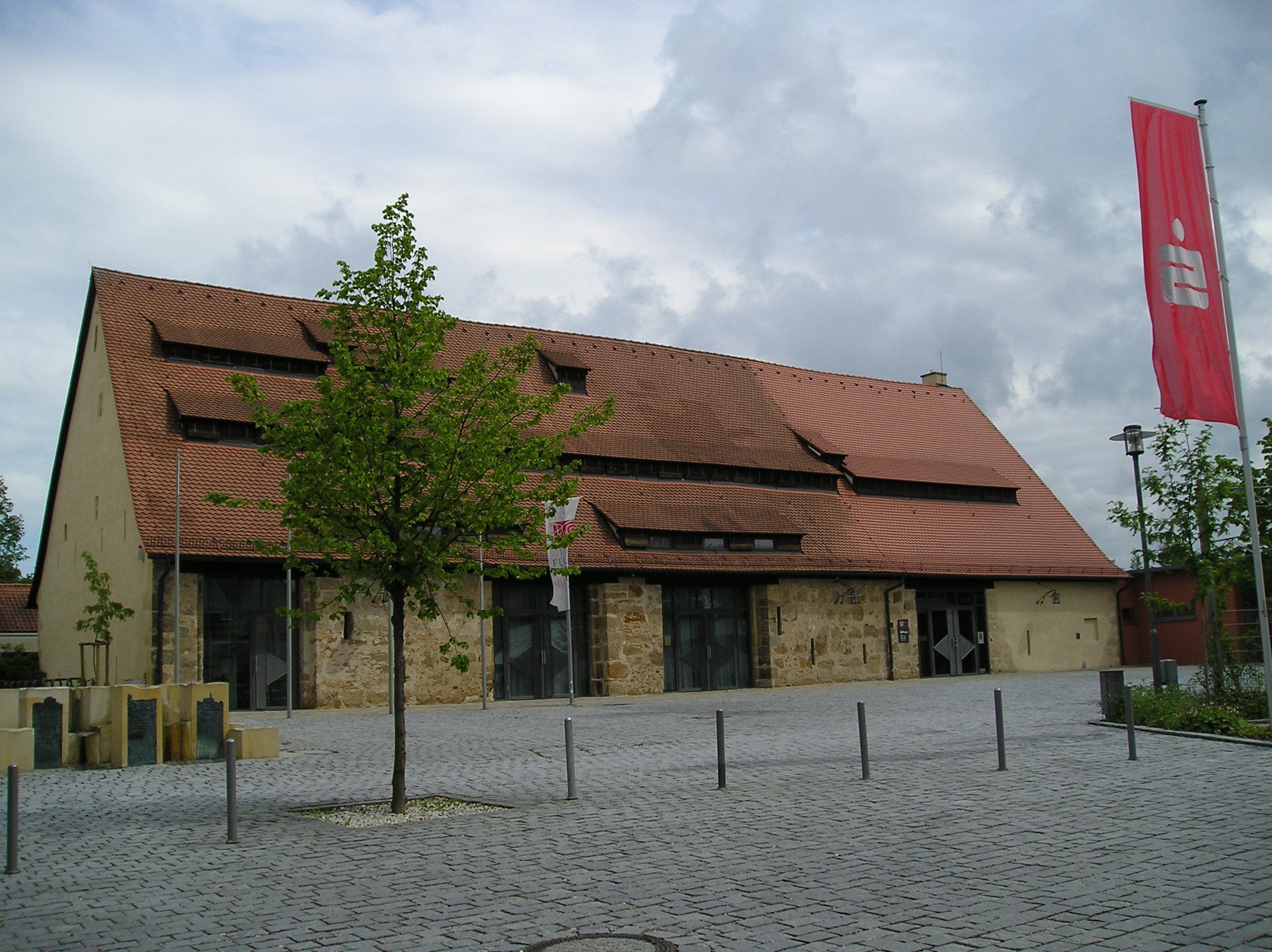
Der Zehntspeicher des alten Klosters
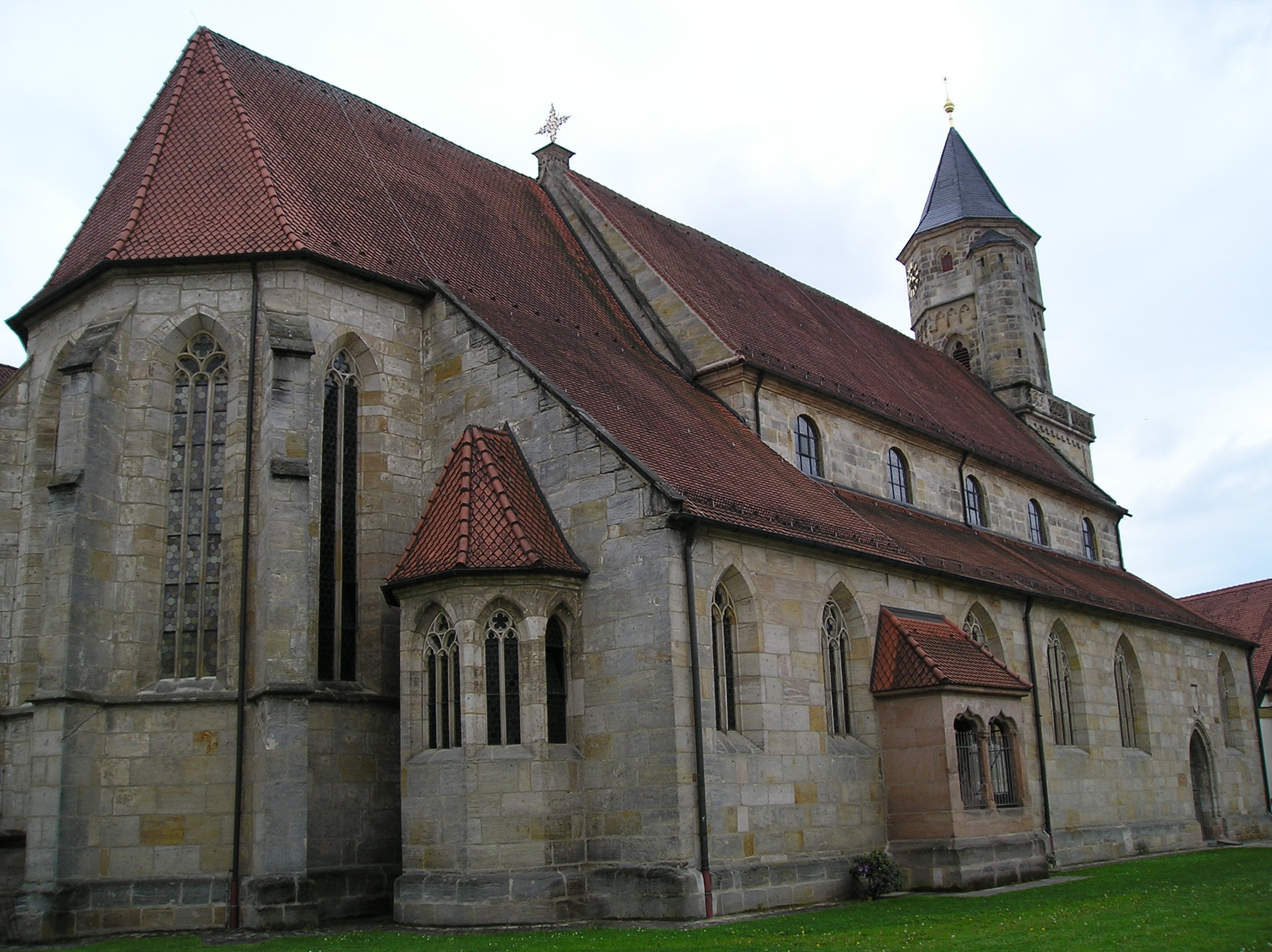
Pfarrkirche St. Michael
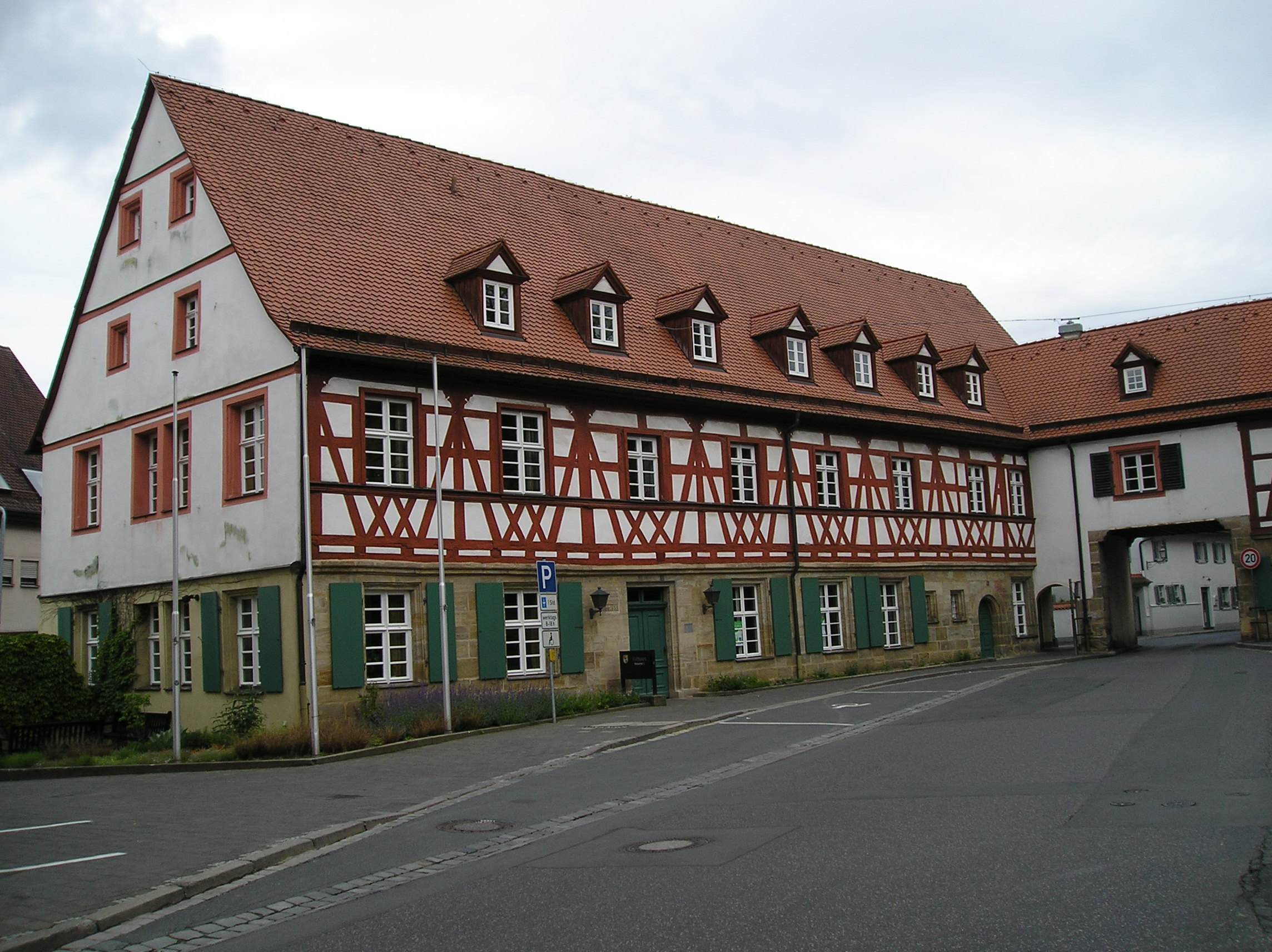
Das neue Rathaus in der alten Klosterschule, rechts im Bild das Klosterhoftor
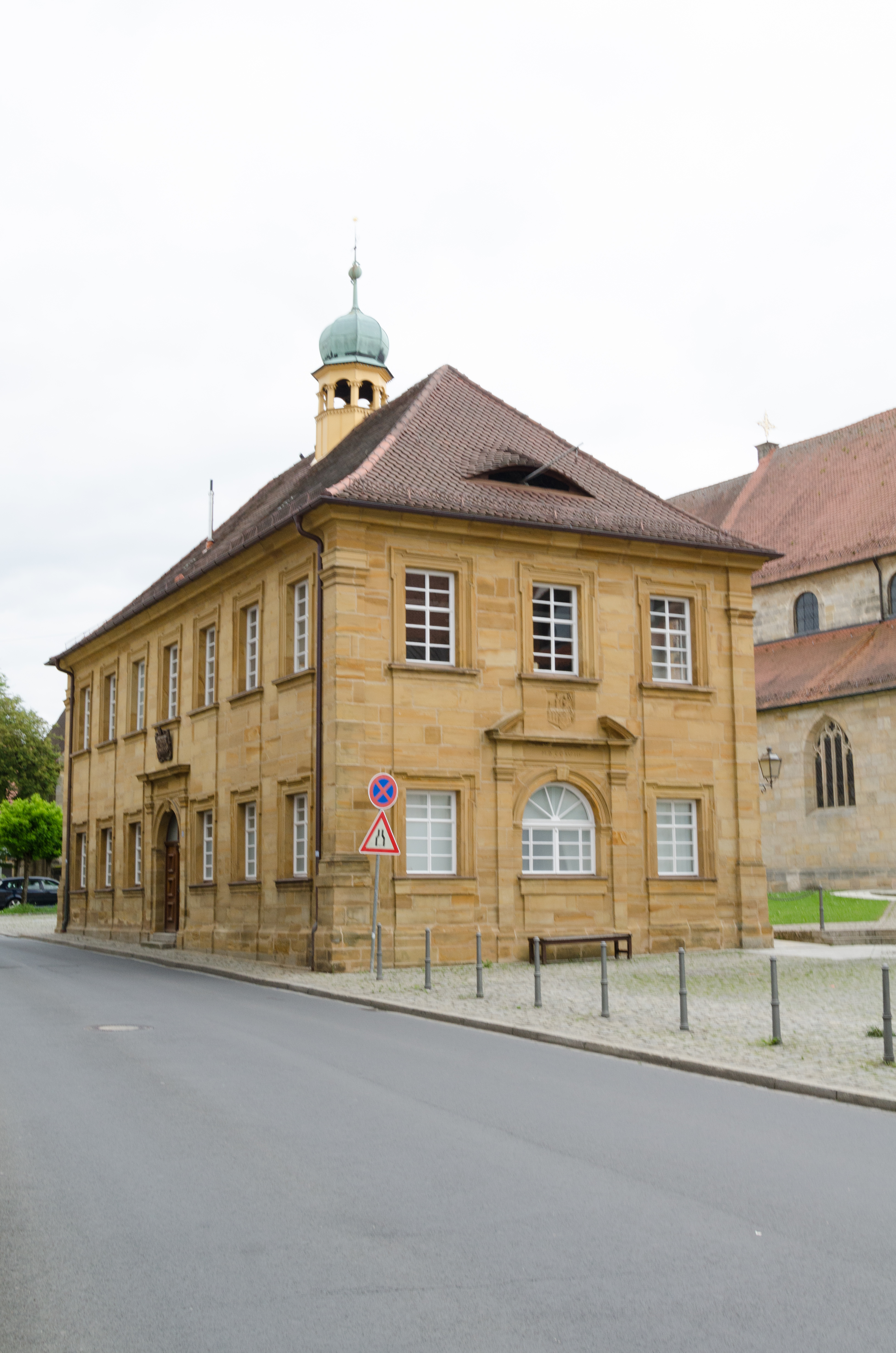
Altes Rathaus
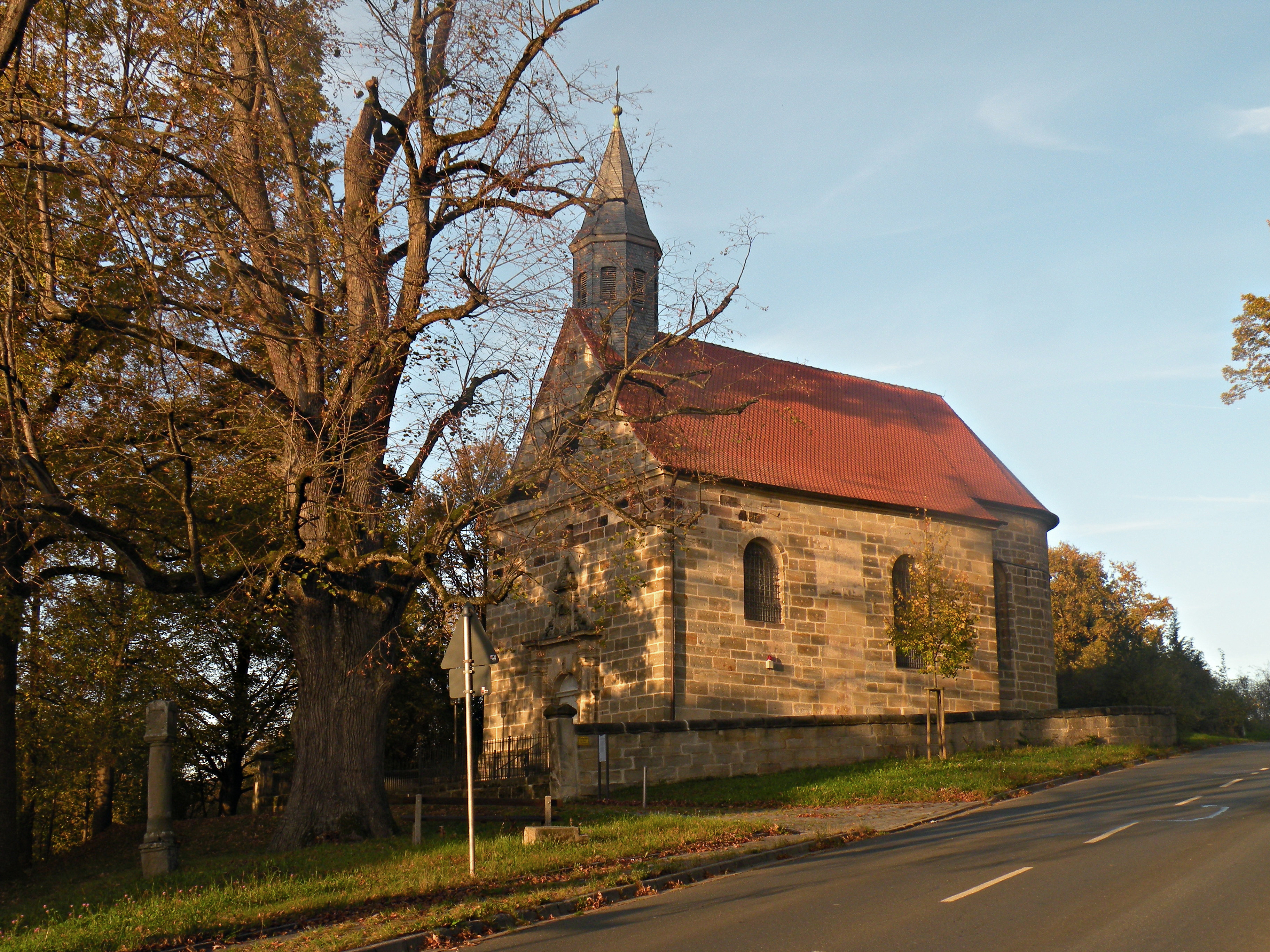
Die Heilig-Grab-Kapelle (auch Gugelkapelle genannt)
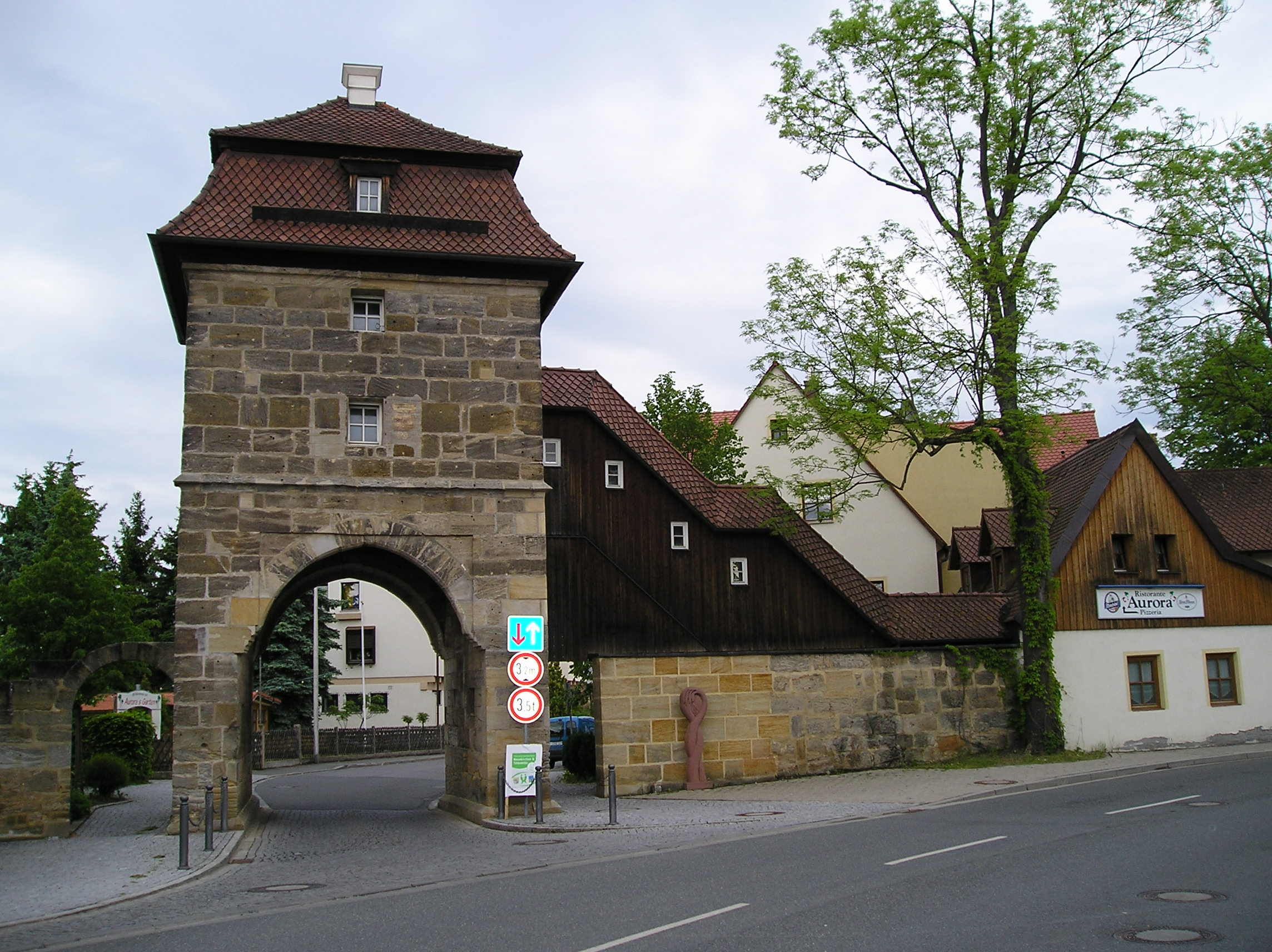
Erlanger Tor der alten Wehrmauer
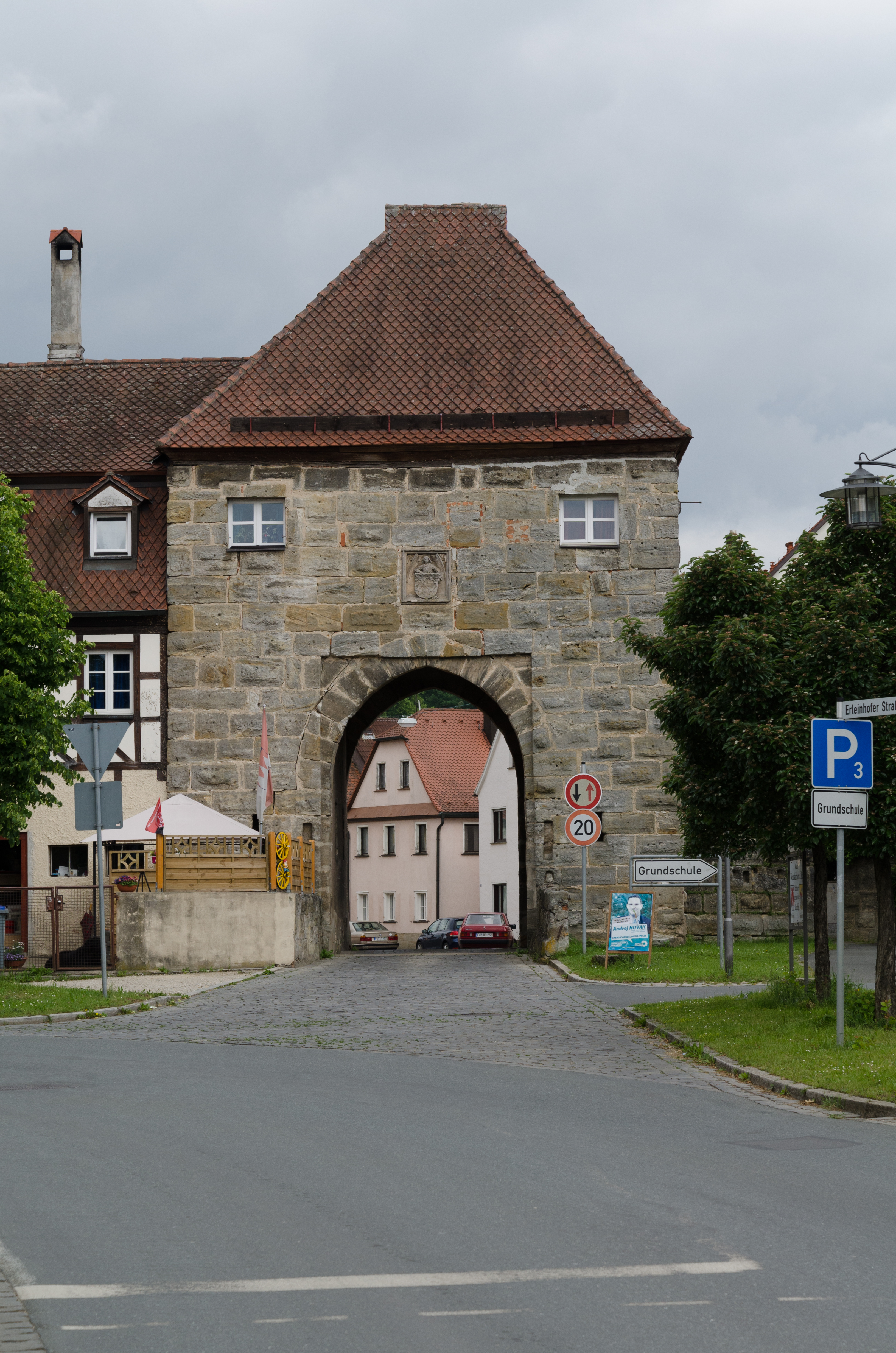
Erleinhofer Tor der alten Wehrmauer, das als einziges Tor bewohnt ist
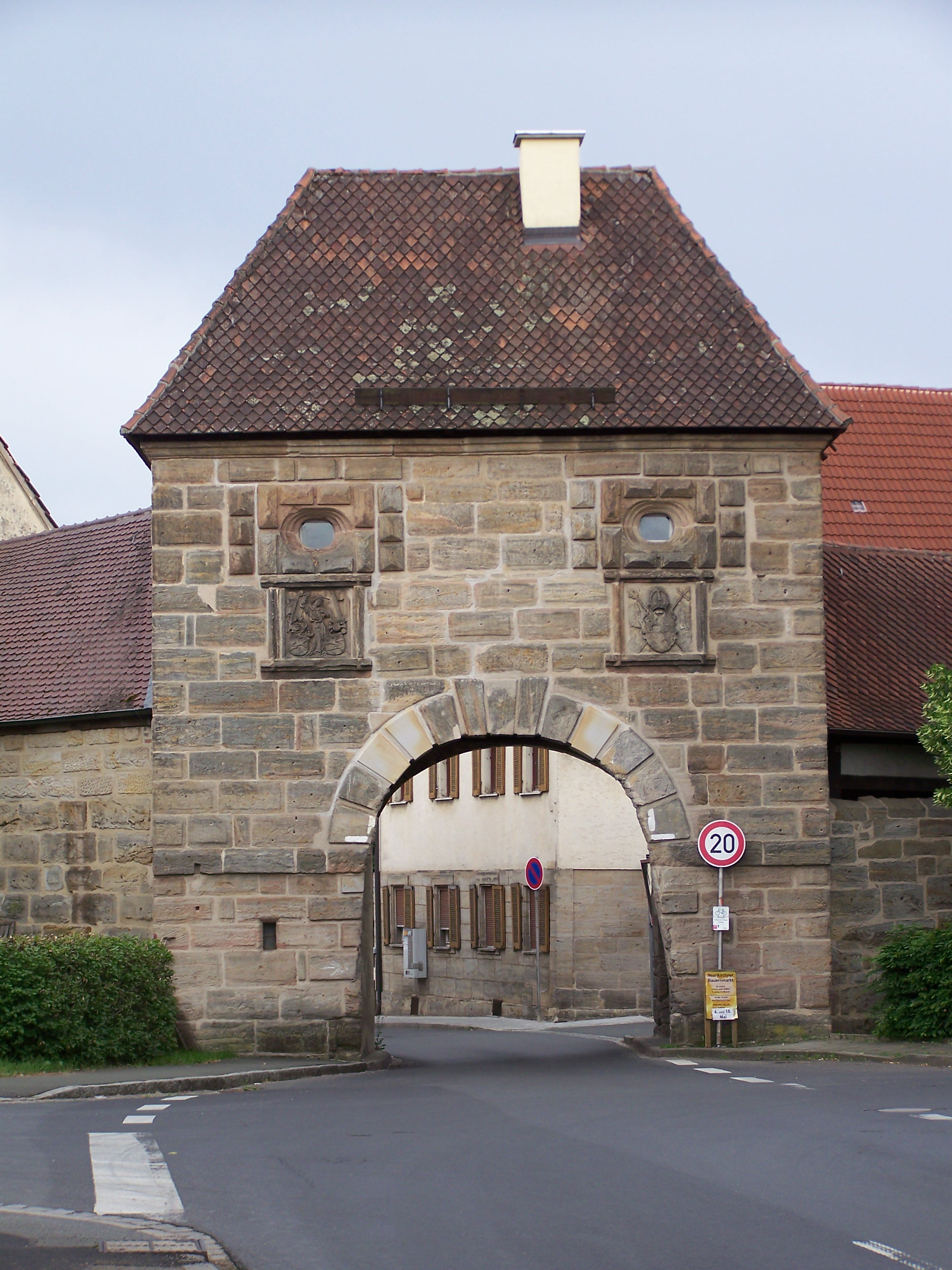
Forchheimer Tor der alten Wehrmauer
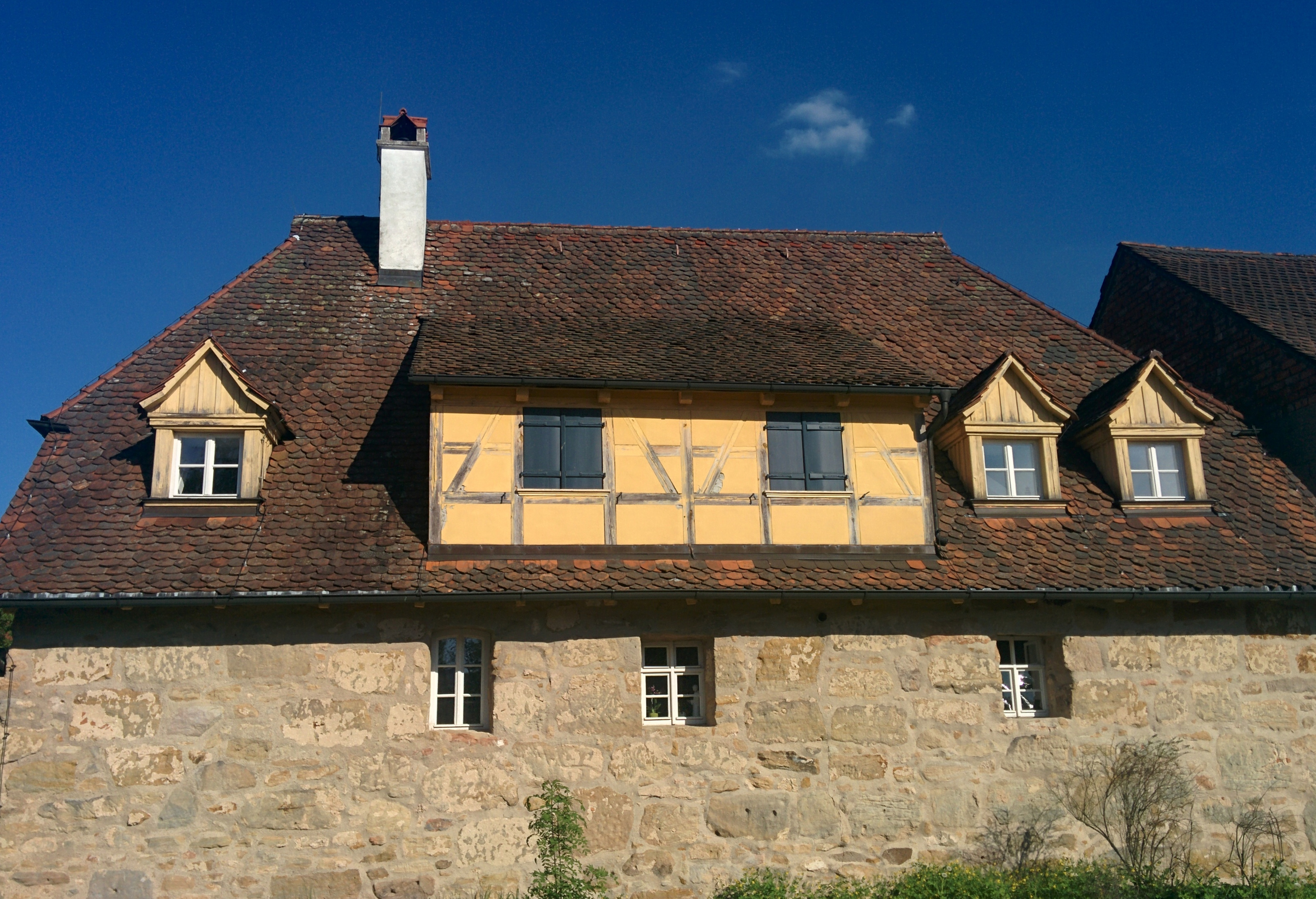
Das Schafhaus (ältestes Haus Neunkirchens)

## Regelmäßige Veranstaltungen
- Faschingsumzug mit diversen Wagen, Gruppen, Musikkapellen und Tanzgarden am Faschingsdienstag
- Die seit 1668 bestehende Tradition der Karfreitagsprozession, bei der Darstellungen aus der Passion Jesu Christi mitgetragen werden[33]
- Die Neunkirchner Kulturtage von Anfang April bis Anfang Mai bieten ein reichhaltiges Programm mit Autorenlesungen, Konzerten, Theater und Ausstellungen.
- Kirschblütenfest in Gleisenhof an Christi Himmelfahrt
- Kirchweih (Kerwa) in Ermreuth am Wochenende des vierten Sonntags im Juni
- Bürger- und Heimatfest, an dem sich vor allem die örtlichen Vereine mit Ständen und Auftritten auf der Bühne präsentieren, am dritten Wochenende im Juli
- Kirchweih (Kerwa) in Rödlas am Wochenende des ersten Sonntags im August
- Kirchweih (Kerwa) in Ebersbach am Wochenende des zweiten Sonntags im August
- Kirchweih (Kerwa) in Rosenbach am Wochenende des vierten Sonntags im August
- Kirchweih (Kerwa) in Großenbuch am Wochenende des ersten Sonntags im September
- Erntedankfest am Sonntag vor der Neunkirchner Kirchweih
- Neunkirchner Kirchweih (Kerwa) am Wochenende des ersten Sonntags im Oktober
- Volkswandertage am Wochenende der 41. Kalenderwoche
- Herbstkirchweih (Kerwa) bzw. „Sieb’njudikirwa“ in Ermreuth am Wochenende des vierten Sonntags im Oktober
- Weihnachtsmarkt rund um die Pfarrkirche St. Michael am dritten Adventswochenende

## Persönlichkeiten

### Persönlichkeiten, die in Neunkirchen am Brand geboren bzw. aufgewachsen sind
- Hans Lochner (um 1400–1491), Leibarzt der Kurfürsten Friedrich I. von Brandenburg und Friedrich II. von Sachsen, Jerusalempilger, Stadtarzt in Nürnberg
- Christoph Weiß (1813–1883), Kunstdrechsler und Schriftsteller, geboren in Ermreuth
- Georg Hemmerlein (1913–2003), ehemaliger Bürgermeister (1959–1974) und Landtagsabgeordneter des Stimmkreises Forchheim Stadt und Land, Neustadt/Aisch für die CSU (1962–1970)
- Bertram Beierlorzer (* 1957), ehemaliger Fußballspieler und Fußballtrainer
- Peter Sonnenberg (* 1966), Ordensname Beda Maria Sonnenberg, seit 2010 Abt der Benediktinerabtei Plankstetten
- Achim Beierlorzer (* 1967), ehemaliger Fußballspieler und Fußballtrainer
- Johannes Thiemann (* 1994), Basketballspieler, mehrfacher deutscher BBL-Meister und Basketball-Weltmeister 2023

### Persönlichkeiten mit Bezug zu Neunkirchen am Brand
- Leupold von Hirschberg (13./14. Jahrhundert), Scholastikus am Kollegiatstift St. Gandolph in Bamberg; Gründer des Augustiner-Chorherrenstifts Kloster Neunkirchen am Brand.
- Franz Wenceslaus Goldwitzer (1778–1840), Chronist des Marktes und Klosters Neunkirchen am Brand, in Bamberg geboren, von 1811 bis 1817 Kaplan in Neunkirchen am Brand
- Max Spindler (1894–1986), bayerischer Landeshistoriker, verstarb in Neunkirchen am Brand
- Felix Müller (1904–1997), in Augsburg geborener und in Neunkirchen am Brand gestorbener Bildschnitzer, Bildhauer und Maler.
- Johannes W. Rohen (1921–2022), Anatom, Goetheanist und Anthroposoph, wohnte in Neunkirchen am Brand
- Karl-Heinz Hoffmann (* 1937), Neonazi, Gründer der verbotenen Wehrsportgruppe Hoffmann, wohnt(e) in Schloss Ermreuth.
- Wiltrud Probst (* 1969), ehemalige Tennisspielerin; sie leitet die nach ihr benannte Tennisschule im Neunkirchen am Brand.

## Wirtschaft und Infrastruktur

### Beschäftigtenstruktur
In der Marktgemeinde Neunkirchen am Brand gibt es insgesamt 2155 sozialversicherungspflichtige Arbeitsplätze (Stand: 2018/2019):. Diese verteilen sich folgendermaßen auf die verschiedenen Branchen:
| Branche                               | Beschäftigte |
| ------------------------------------- | ------------ |
| Produzierendes Gewerbe                | 1096         |
| Handel, Verkehr, Gastgewerbe          | 414          |
| Öffentliche und private Dienstleister | 397          |
| Unternehmensdienstleister             | 176          |
| Land- und Forstwirtschaft, Fischerei  | 13           |

### Ansässige Unternehmen
- Neunkirchener Achsenfabrik (NAF) (Achsen, Getriebe, größter Arbeitgeber im Ort)
- Tutogen Medical (Transplantate aus bovinen Knochen und Metall)
- Neunkirchner Präzisionsfeder-Werk (NPW) (Stanzbiegeteile, Werkzeugbau)

Darüber hinaus gibt es verschiedenste Industrie-, Gewerbe- und Dienstleistungsbetriebe sowie Einzelhandel diverser Branchen.

### Verkehr
Über die Staatsstraße St 2240 ist Neunkirchen am Brand mit Erlangen und Eckental verbunden. Nach Forchheim gelangt man über die Staatsstraße St 2243 und in Richtung Ermreuth über die Kreisstraße FO 28. Zur Verkehrsentlastung von Neunkirchen am Brand ist neben der seit 1997 eingeweihten Südumgehung seit den 1960er Jahren eine Westumgehung geplant. Diese soll die teilweise sehr engen Ortsstraßen vor allem vom Schwerlast- und Durchgangsverkehr befreien. Die Westumgehung befindet sich bisher zwar nur in der Dringlichkeitsstufe 1R, was eine Realisierung frühestens in den Jahren 2020 bis 2025 bedeutet. Doch legitimiert durch einen Bürgerentscheid am 14. Juli 2013 ist der Markt für das seit Herbst 2013 gestartete vorgezogene Planfeststellungsverfahren in Vorleistung gegangen und stellt dafür einen Betrag von maximal 110.000 Euro aus eigenen Mitteln zur Verfügung. Dadurch soll eine frühere Realisierung der Westumgehung erreicht werden.

Auf Grund zahlreicher Einsprüche gegen die ursprünglich geplante Trasse im Rahmen des Planfeststellungsverfahrens wurde diese Planung gestoppt und ab Herbst 2023 eine verbesserte Neuplanung begonnen. Die dabei entstandenen Varianten (ortsfern und ortsnah) und eine mögliche Ausbautrasse durch den Ort wurden in einer Bürgerinformationsveranstaltung im Juli 2025 vorgestellt, wobei in einem Bewertungsverfahren die ortsnahe Trasse als Vorzugstrasse für die weitere Planung hervorging.
Busverbindungen bestehen mit der VGN-Linie 209 nach Erlangen und Eckental sowie – weniger häufig – mit der Linie 224 nach Forchheim. Vor allem morgens und mittags fahren zur Schülerbeförderung zusätzlich Busse der Linien 211 und 225, welche die umliegenden Ortschaften und Gemeindeteile mit den Schulen verbinden und außerhalb des Schulverkehrs im Umlandverkehr eingesetzt werden.
Der nächste Bahnhof mit Fernbahnanschluss (auch ICE) ist in Erlangen, wo auch die S-Bahn (S1, Bamberg – Nürnberg – Neumarkt i.d.Opf.) und die Regionalexpress-/Regionalbahnlinien des Franken-Thüringen-Express nach Nürnberg, Bamberg, Lichtenfels, Coburg, Sonneberg und Erfurt halten. Weiter besteht über die Bahnhöfe bzw. Haltepunkte in Großgeschaidt, Eschenau und Forth Zugang zur Gräfenbergbahn (RB21), die nach Gräfenberg und nach Nürnberg-Nordostbahnhof fährt (Fahrradmitnahme ist möglich).
Bis 1963 führte die Sekundärbahn („Seku“), welche die Bahnhöfe Erlangen, Eschenau und Gräfenberg verband, durch Neunkirchen am Brand. Den alten Trassenverlauf kann man noch an mehreren Stellen erkennen, er wurde großteils zu Geh- und Radwegen. Der ehemalige Bahnhof diente erst als Bauhof der Gemeinde und ist jetzt Vereinsheim des Heimat- und Trachtenvereins, der dort ein Heimatmuseum eingerichtet hat. Eine neue Schienenverbindung nach Erlangen und Eschenau in Form einer Stadtumlandbahn (StUB) ist geplant. Die Planung wurden zwischenzeitlich durch den abgelehnten Bürgerentscheid im Landkreis Erlangen-Höchstadt im Jahr 2015 eingestellt. Jedoch wurden die Planungen für den sogenannten "Ostast" der StUB 2021, getrieben durch die Initiative "Landkreisübergreifendes Interkommunales Bündnis für den Ostast der StUB (LIBOS)", wieder aufgenommen. Aktuell (Stand 2025) laufen hierfür die Vorplanungen.
Der Flughafen Nürnberg ist per Kfz ca. 20 Minuten entfernt. Am Hetzleser Berg befindet sich ein Flugplatz, der von Privatpiloten für Motor- und Segelflüge genutzt wird.

### Brauereien
In Neunkirchen am Brand gibt es die Brauerei Vasold & Schmitt.

### Sonstiges

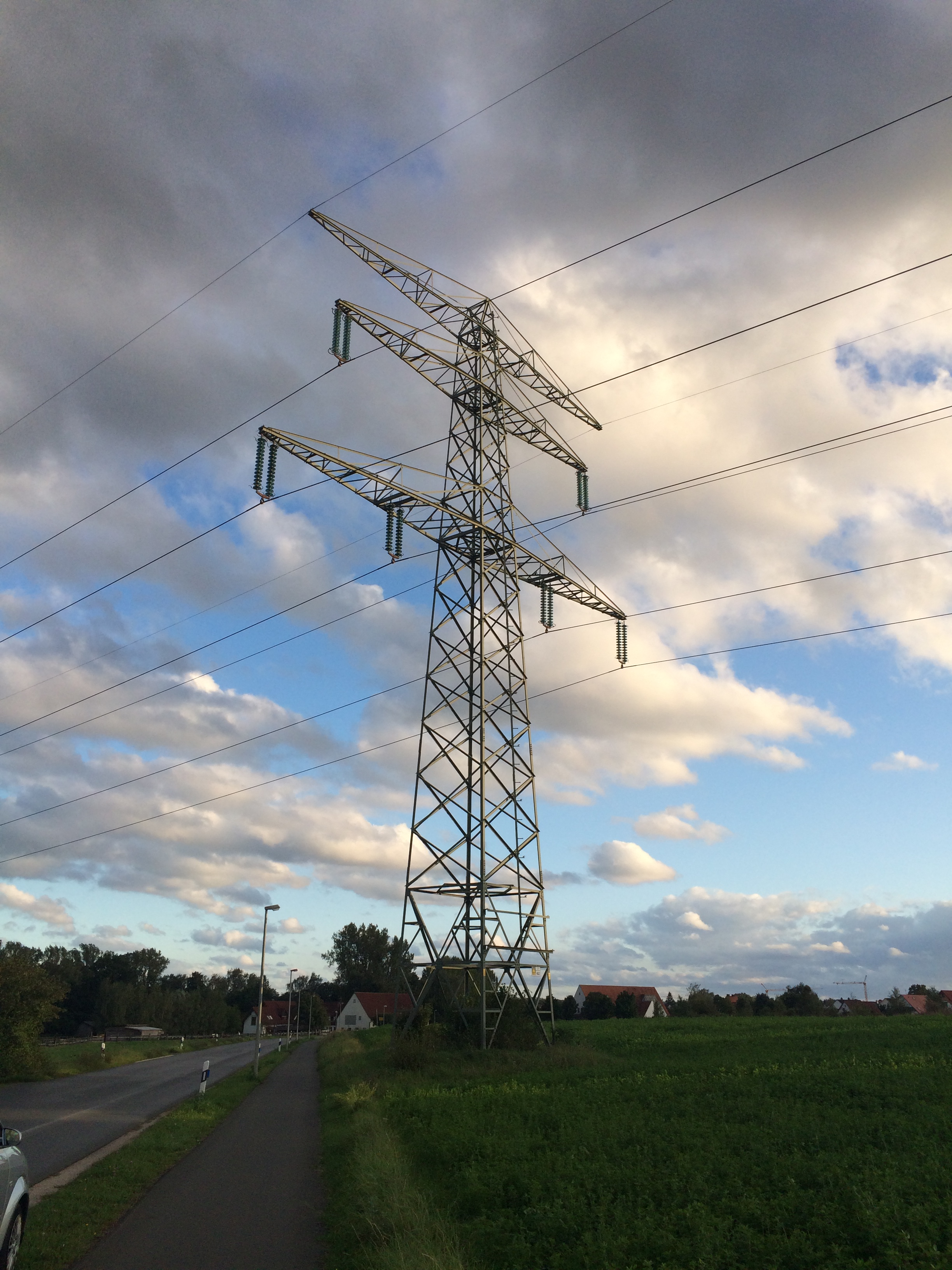
Originalmast der Reichssammelschiene zwischen Neunkirchen am Brand und Hetzles

Die durch Neunkirchen am Brand führende Freileitung ist Teil der ehemaligen Reichssammelschiene. Dabei handelt es sich um eine zwischen 1939 und 1941 gebaute Hochspannungs-Freileitung, die vom Umspannwerk Helmstedt über Magdeburg, Halle (Saale) und Nürnberg bis nach Ernsthofen in Niederösterreich führte. Sie diente dem Austausch von elektrischer Energie zwischen dem mitteldeutschen Braunkohlegebiet und Pumpspeicherkraftwerken in Bayern und Österreich und wurde mit 220 kV betrieben. Auf den Teilstücken Forchheim – Neunkirchen am Brand – Ludersheim und Ludersheim – Ernsthofen existieren noch die Originalmasten, wobei der erstere Bereich nur noch mit 110 kV betrieben wird.

## Medien
In Neunkirchen am Brand erscheint das regionale Informationsblatt Schwabachbogen als Printmedium und digital zweiwöchentlich mit Verbreitungsgebiet im weiteren Umland.